# PalaChiarbola
Il Palazzo dello Sport Giorgio Calza o PalaChiarbola è un impianto sportivo coperto italiano di Trieste.
Fu per vent'anni il primo e l'unico palazzo dello sport cittadino, tra il 1970, anno di inaugurazione, e i primi anni novanta; è intitolato a Giorgio Calza, lottatore triestino, e prende il nome originale dal rione cittadino di Chiarbola.
Adatto a tutte le discipline che si praticano al chiuso, è stato l'impianto casalingo delle squadre triestine di pallacanestro e di hockey su pista. Oggi è utilizzato prevalentemente per il gioco della pallamano. Ha una capienza di poco superiore ai 2000 posti a sedere, suddivisi tra una tribuna e due curve. Dispone anche di una palestra secondaria di misure regolamentari, nonché di tre palestrine dedicate al pugilato e alle discipline dell'atletica pesante.
Il PalaChiarbola è stato testimone dell'unica volta nella lunga carriera di Michael Jordan in cui il campione di basket statunitense mandò in frantumi il tabellone del canestro con una schiacciata; accadde il 26 agosto 1985 in un incontro promozionale organizzato dalla Nike, tra la Stefanel Trieste e la Juve Caserta, dove Jordan, in maglia triestina, segnò 41 punti e condusse la squadra alla vittoria per 113 a 112.

## Nei media
In alcune scene del film Amore, bugie & calcetto vengono mostrati l'esterno e l'interno del PalaChiarbola.